# Niki Ikonomu
Niki Ikonomu (ur. 1946 w Grecji) – polska piosenkarka pochodzenia greckiego, wokalistka zespołów Filipinki, Hellen i Pro Contra.

## Życiorys

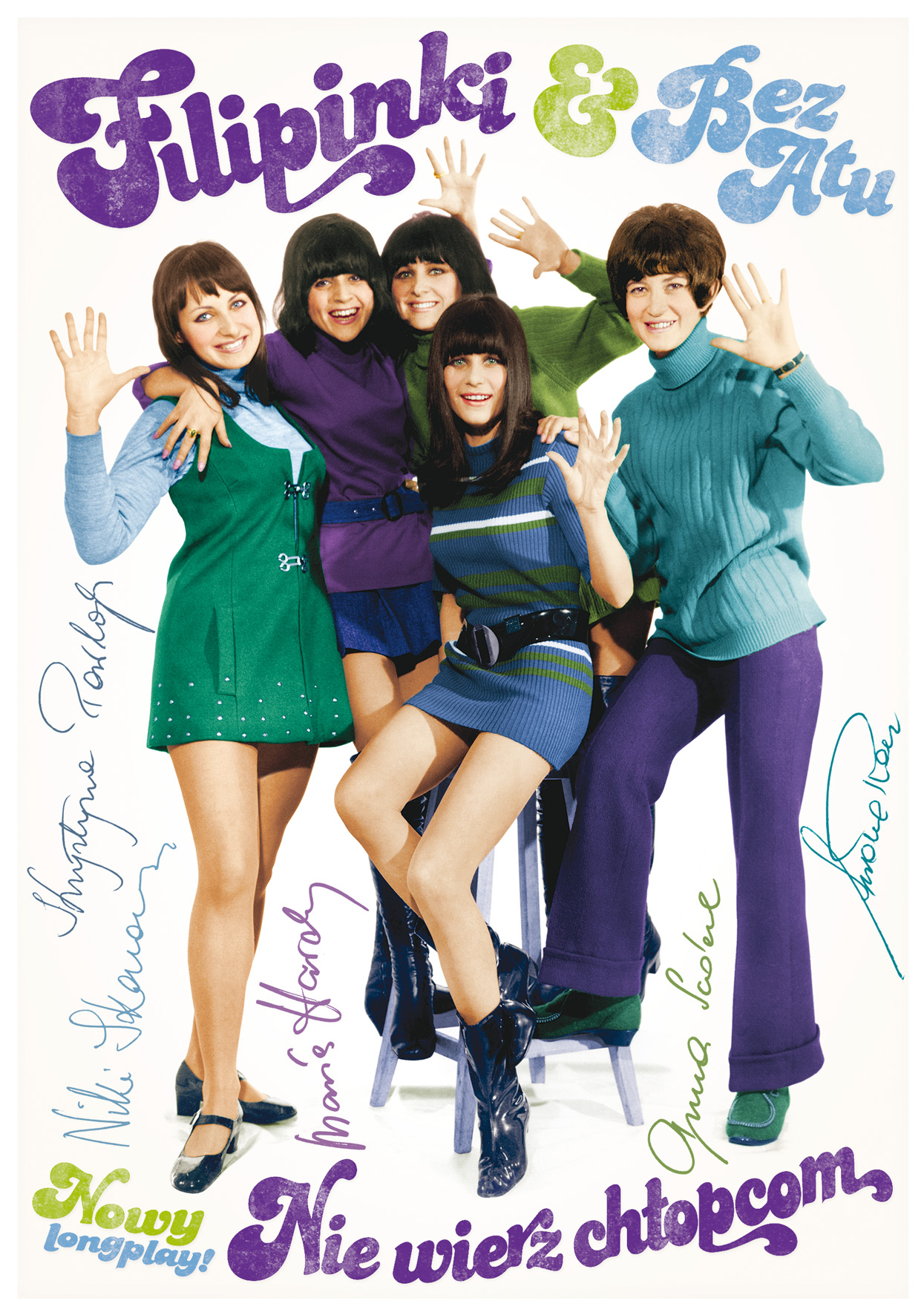
Niki Ikonomu druga od lewej (1970)

Po przyjeździe do Polski w 1950 zamieszkała z rodziną w podszczecińskich Policach. Była uczennicą Technikum Handlowego w Szczecinie, gdzie z inicjatywy Jana Janikowskiego powstał w 1959 zespół Filipinki. Dołączyła do zespołu w 1961 i występowała w jego podstawowym składzie do lipca 1970 roku. Śpiewała charakterystycznym, chropowatym altem i do 1967 była jedyną solistką grupy. Po rozstaniu z Filipinkami na krótki czas znalazła się w składzie greckiego zespołu Hellen, a w 1972 dołączyła do grupy Pro Contra. 23 grudnia 1974 została żoną belgijskiego kompozytora i piosenkarza polskiego pochodzenia – Henriego Seroki. Wyemigrowała do Belgii w 1974 i nadal mieszka w Brukseli.

## Solowe piosenki Niki Ikonomu wykonywane z towarzyszeniemFilipinek
- Dzieci Pireusu (1963, muz. i sł. Manos Hadjidakis)
- Daleko od Aten (1966, muz. Jan Janikowski, sł. Włodzimierz Patuszyński)
- Jeśli kochasz, nigdy nie mów o tym (1970, muz. Mateusz Święcicki, sł. Grzegorz Walczak)